# Kostel Navštívení Panny Marie (Vranovice)
Kostel Navštívení Panny Marie je římskokatolický chrám v obci Vranovice v okrese Brno-venkov.
Chrám byl postaven v letech 1868–1870 židlochovickým stavitelem Josefem Jelínkem, vysvěcen byl 29. května 1870. Varhany pochází od znojemského varhanáře Benedikta Latzla. Na přelomu prvního a druhého desetiletí 21. století byl celkově rekonstruován.
Je farním kostelem vranovické farnosti.